# Maximilian Sax
Maximilian Sax (Baden, 22 novembre 1992) è un calciatore austriaco, attaccante del Wiener Neustadt.

## Biografia
Ha collezionato 127 presenze con la maglia della prima squadra dell'Admira Wacker M..

## Palmarès

### Club

#### Competizioni nazionali
- 2. Liga (Austria): 1

Admira Wacker Modling: 2010-2011